# Hayden (Name)
Hayden ist ein männlicher und weiblicher Vorname sowie ein Familienname.

## Namensträger

### Männlicher Vorname
- Hayden (Musiker) (* 1971), kanadischer Musiker
- Hayden Byerly (* 2000), US-amerikanischer Schauspieler und Synchronsprecher
- Hayden Chisholm (* 1975), neuseeländischer Jazzmusiker
- Hayden Christensen (* 1981), kanadischer Schauspieler
- Hayden Foxe (* 1977), australischer Fußballspieler
- Hayden Paddon (* 1987), neuseeländischer Rallyefahrer
- Hayden Powell (* 1983), britischer Jazzmusiker
- Hayden Rolence (* 2004), US-amerikanischer Schauspieler und ehemaliger Kinderdarsteller
- Hayden Thompson (* 1938), US-amerikanischer Rockabilly- und Country-Musiker
- Hayden White (1928–2018), US-amerikanischer Professor für Geschichte

### Weiblicher Vorname
- Hayden Panettiere (* 1989), US-amerikanische Schauspielerin

### Familienname
- Adeline Hayden Coffin (1862–1939), deutsch-britische Sängerin und Filmschauspielerin
- Alma Hayden (1927–1967), US-amerikanische Chemikerin
- Bill Hayden (1933–2023), australischer Politiker
- Brent Hayden (* 1983), kanadischer Schwimmer
- Carl Hayden (1877–1972), US-amerikanischer Politiker
- Carla Hayden (* 1952), US-amerikanische Bibliothekarin
- Christian Hayden (* 1994), österreichischer Fußballspieler
- Dennis Hayden (* 1952), US-amerikanischer Schauspieler
- Diana Hayden (* 1973), indisches Model und Bollywood-Schauspielerin
- Eduard Hayden von und zu Dorff (1815–1895), österreichischer Gutsbesitzer und Politiker
- Edward D. Hayden (1833–1908), US-amerikanischer Politiker
- Edward Everett Hayden (1858–1932), US-amerikanischer Meteorologe und 1888 Mitbegründer der National Geographic Society
- Ferdinand Vandeveer Hayden (1829–1887), US-amerikanischer Geologe
- Gerry Hayden († 2015), US-amerikanischer Koch und Gastronom
- Greg Hayden, US-amerikanischer Filmeditor
- Gregor Hayden (14. oder 15. Jahrhundert), Übersetzer
- Harry Hayden (1882–1955),  kanadischer Schauspieler
- Henryk Hayden (Henri Hayden; 1883–1970), polnischer Maler
- Hugh Hayden († 2010), Automobilsport-Funktionär
- Isaac Hayden (* 1995), englischer Fußballspieler
- James Hayden (1953–1983), US-amerikanischer Schauspieler
- Jay Hayden (* 1987), US-amerikanischer Schauspieler
- Jeffrey Hayden (1926–2016), US-amerikanischer Fernsehregisseur
- Joel Hayden (1798–1873), US-amerikanischer Politiker
- John Hayden (* 1995), US-amerikanischer Eishockeyspieler
- Linda Hayden (* 1953), englische Schauspielerin
- Linda B. Hayden (* 1949), US-amerikanische Mathematikerin
- Marion Hayden (* 1952), US-amerikanische Jazzbassistin
- Mary Elise Hayden (* 1985), US-amerikanische Schauspielerin
- Matthew Hayden (* 1971), australischer Cricketspieler
- Melissa Hayden (Tänzerin) (1923–2006), kanadische Balletttänzerin
- Melissa Hayden (Schauspielerin) (* 1969), US-amerikanische Schauspielerin
- Michael Hayden (Bildhauer) (* 1943), kanadischer Bildhauer
- Michael Hayden (Schauspieler) (* 1963), US-amerikanischer Schauspieler.
- Michael R. Hayden (* 1951), kanadischer Genetiker
- Michael V. Hayden (* 1945), US-amerikanischer General
- Mike Hayden (* 1944), US-amerikanischer Politiker
- Moses Hayden (1786–1830), US-amerikanischer Politiker
- Nicky Hayden (1981–2017), US-amerikanischer Motorradrennfahrer
- Pamela Hayden (* 1953), US-amerikanische Schauspielerin, Synchronsprecherin und ein Stand-up-Comedian
- Roger Lee Hayden (* 1983), US-amerikanischer Motorradrennfahrer
- Russell Hayden (1910–1981), US-amerikanischer Schauspieler
- Sally Hayden (* 19**), irische Journalistin und Buchautorin
- Sigmund Christoph Hayden zu Dorff (1853–1926), österreichischer Gutsbesitzer und Politiker
- Sophia Hayden (1868–1953), US-amerikanische Architektin
- Sterling Hayden (1916–1986), US-amerikanischer Schauspieler
- Tom Hayden (1939–2016), US-amerikanischer Bürgerrechtler und Politiker
- Tommy Hayden (* 1978), US-amerikanischer Motorradrennfahrer
- Torey L. Hayden (* 1951), US-amerikanische Autorin und Psychologin